# Un pezzo di cielo
Un pezzo di cielo è una miniserie televisiva tedesca a puntate tratta dai 3 libri autobiografici della celebre scrittrice Janina David, Janina Dawidowicz. In realtà si tratta di 2 miniserie distinte ma dallo stesso titolo, una prima di 8 episodi (che va dal 1939 al 1945), e una seconda di 4 episodi (che va dal 1945 agli anni 50/60). In Italia la prima miniserie venne messa in onda su rai due prima serata a partire dal 4 aprile  al 23 maggio 1983[1], mentre nel 1992, in occasione di una replica mattutina della prima serie sempre su rai due[2], la seconda miniserie venne messa in onda per la prima volta immediatamente dopo l'ultima puntata della prima e fatta passare per gli episodi numero 9,10,11 e 12 delle otto parti di quella che in realtà era una serie precedente a questa.

## Trama della I serie
Polonia, 1939: Janina è una bambina ebrea polacca figlia unica di due genitori della buona borghesia ebreo-polacca. La sua vita scorre serena circondata dall affetto di genitori, parenti e amici. Improvvisamente, nel 1939, l'invasione nazista della Polonia mette in moto un meccanismo che trascinerà insieme a lei milioni di ebrei: inizia così la sua angosciante testimonianza. I primi provvedimenti restrittivi contro gli ebrei, la deportazione forzata nel ghetto di Varsavia e l'inizio di una vita di privazioni, sacrifici e angoscia.
L'inizio delle deportazioni verso i campi di sterminio (da cui la famiglia riesce temporaneamente a salvarsi grazie al padre di Janina che entra a lavorare nella Polizia Ebraica del ghetto), e dopo varie peripezie per Janina i genitori organizzano, in concomitanza con l'inizio della rivolta del ghetto di Varsavia, una fuga dal ghetto e il rifugio dapprima da alcuni amici, dalla casa dei quali Janina assiste alla rivolta del ghetto, e poi in un convento di suore, dove Janina abbraccia volontariamente la fede cristiana. Dopo la guerra, Janina, venuta a sapere della morte dei genitori, decide di lasciare la Polonia.

## Trama della II serie
Polonia, 1945: per Janina Dawidowicz, ormai non più bambina, si aprono le porte dell'emigrazione dalla sua terra natia. Abbandonata la Polonia, approda a Parigi, in Francia, dove viene accolta a sorpresa da alcuni zii miracolosamente scampati allo sterminio. Nella Ville Lumiere è l'inizio di una nuova vita, dove Janina trova lavoro e sistemazione, ma ancora la povera Janina non è felice... su proposta di altri due zii, decide di emigrare in Australia, dove ad aspettarla c'è una vecchia amica d'infanzia della madre. L'Australia però non si rivela essere la "terra promessa" da lei tanto cercata.
La zia con lei non ha un carattere gentile e la società australiana si dimostra spesso razzista e poco tollerante con i nuovi arrivati come lei. Deciderà quindi di dedicarsi unicamente a lavori di tipo sociale/assistenziale, tornando poi dopo alcuni anni in Europa, sempre alla ricerca di quel "Pezzo di cielo" adatto a lei, e questo perché "Ognuno di noi ha sempre bisogno di un pezzo di cielo" sotto il quale star bene.